# Henrique Cavalleiro
Henrique Campos Cavalleiro (Rio de Janeiro, 1892 — Rio de Janeiro, 25 de agosto de 1975) foi um pintor, desenhista, caricaturista, ilustrador e professor brasileiro.

## Carreira artística
Henrique Campos Cavalleiro nasceu a 15 de março de 1892, no antigo Distrito Federal, atual Rio de Janeiro (RJ). Filho do Sr.
José Campos Cavalleiro e de D. Beatriz Augusta Barcelos Cavalleiro, iniciou sua carreira artística na velha Escola Nacional de Belas Artes em 1907, tendo como mestre Eliseu Visconti e Zeferino da Costa. Seu curso na Escola Nacional de Belas Artes é marcado com a obtenção de premiações dificilmente arrancadas aos severos professores: Medalha de prata em pintura em 1911 e medalhas de ouro em pintura e em desenho de modelo vivo em 1912. Obteve, por concurso, prêmio de viagem à Europa em 1918, aperfeiçoando-se com André Decheneau, na Academia Julian de Paris. Na capital francesa participou dos Salões dos Artistas Franceses em 1923 e da Sociedade Nacional de Belas Artes em 1923 e 1924, retornando ao Brasil dois anos mais tarde. Realiza exposições individuais no Rio de Janeiro, na Galeria Jorge, em 1925, e também em São Paulo. Em 1930 voltou à Europa, dedicando-se então a estudos especializados de arte decorativa e ilustração. Representou o Brasil na Exposição de "L'Amerique Latine" no Museu Galliéra, em Paris, em 1924, enviando três trabalhos. Em 1938, Cavalleiro casa-se com a artista plástica, pintora e desenhista Yvonne Visconti Cavalleiro, filha de Eliseu Visconti, com quem teve dois filhos: Eliseu Visconti Cavalleiro, cineasta, e Leonardo Visconti Cavalleiro, designer.

## Obra pictórica

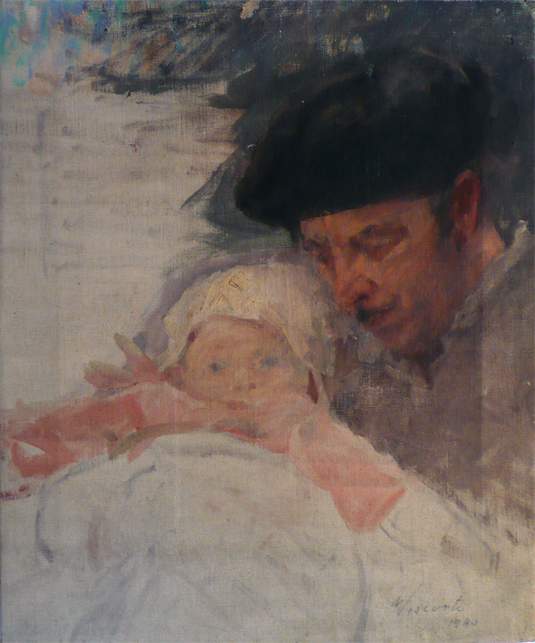
Henrique Cavalleiro e seu filho, por Eliseu Visconti

Clarival do Prado Valadares, no catálogo da exposição retrospectiva de Henrique Cavalleiro realizada em 1975 no Museu Nacional de Belas Artes, escreveu: “Por não ser exemplo de engajamento a grupos ou movimentos, a identificação estilística de Henrique Cavalleiro terá que se demonstrar através de cada experiência a que se submeteu, visando soluções específicas. O artista nunca procurou o prestígio das atitudes. Sempre o descobrimos pesquisando a matéria, a composição, a forma, a cor, enfim, a pintura na aparência de cada data". Nesta exposição, última individual do artista, o catálogo apresentou em sua capa a notável obra "Vestido Rosa". O próprio artista, em depoimento escrito para esta exposição, informa que entre 1910 e 1918, período de seu aprendizado, já empregava a técnica impressionista. Situa-se, portanto, como um pós-impressionista, pelo menos até 1940 quando rememora ter empreendido verdadeiramente a conquista da pintura. Refere-se aos seus trabalhos de Teresópolis, as paisagens, através das quais procurou-se libertar da técnica impressionista e transmitir, emotivamente, algo de pessoal. Faltou apenas identificar-se ao expressionismo que desde então marca grande parte de toda a sua obra, quando a cor e a forma virtualizam a própria interioridade. São estas as duas conquistas estilísticas de Henrique Cavalleiro, em concordância com o seu depoimento, o que não impede ao crítico vê-lo como um expressionista, desde o tempo em que praticava o impressionismo...Neste particular é um dos expressionistas pioneiros no Brasil, sendo apenas precedido por Anita Malfatti e Lasar Segall.

## Prêmios e exposições

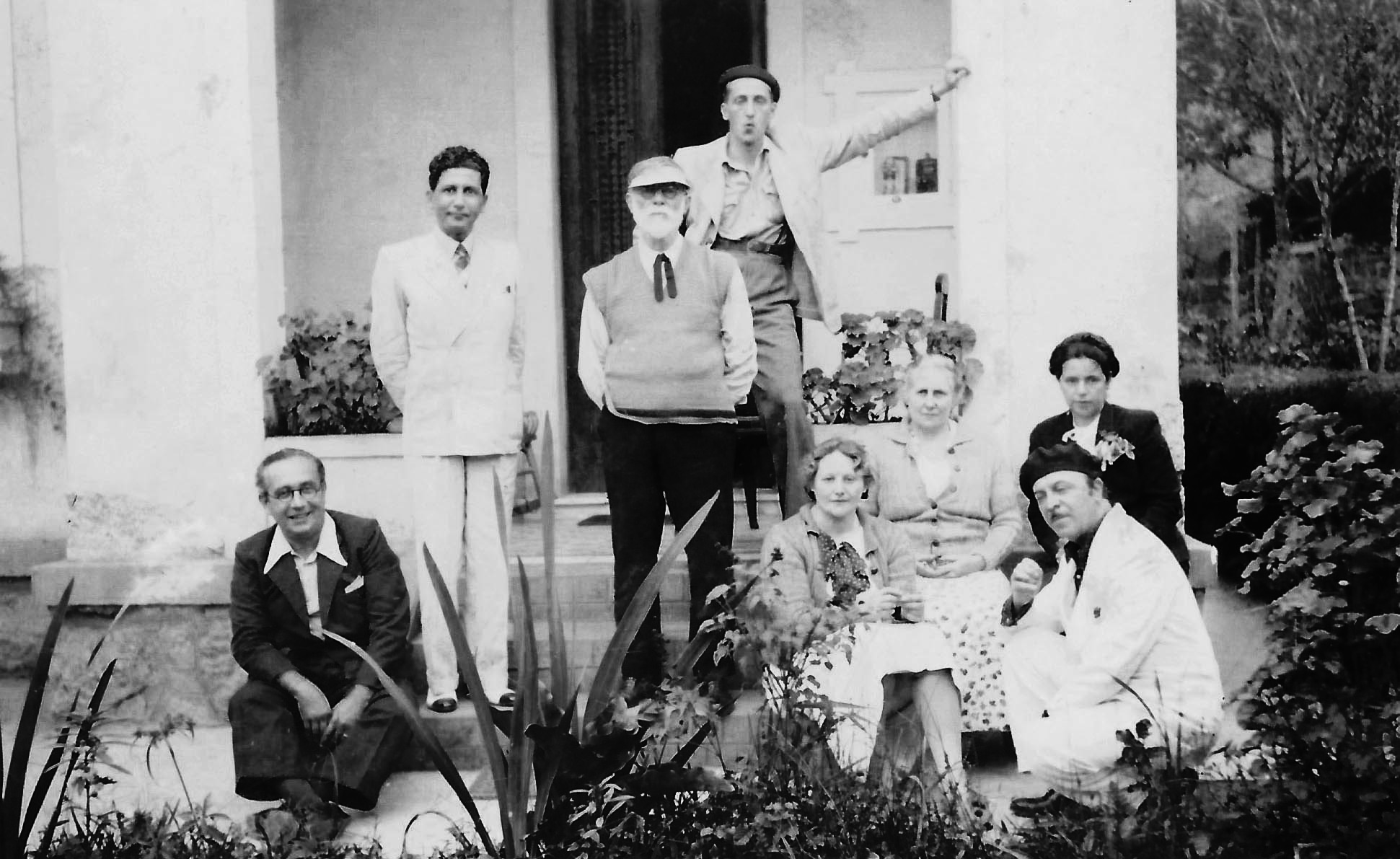
Cavalleiro em Teresópolis com sua família e amigos

Figurou no Salão Nacional de Belas Artes em 1927, obtendo Medalha de Ouro. Participou também do Salão Fluminense de Belas Artes, obtendo os prêmios Fagundes Varela em 1944, João Batista da Costa em 1947 e Antônio Parreiras em 1950. No Salão Paulista de Belas Artes obteve a Grande Medalha de Prata em 1949. Suas obras estiveram também na Exposição de Rosário, Argentina, em 1928, na Exposição Internacional do Instituto Carnegie em
Pittsburgh em 1935, na 1a Bienal de Arte de São Paulo em 1951, e na mostra Um século de pintura brasileira no Museu Nacional de Belas Artes, em 1952. Realizou exposições individuais no Rio de Janeiro e em São Paulo. Tem trabalhos expostos no Museu Nacional de Belas Artes, Museu Antônio Parreiras e nas sedes das embaixadas do Brasil, em
Washington, Canadá e Peru. Sua obra figura em numerosos acervos particulares de colecionadores de arte brasileira.

## Professor
Henrique Cavalleiro, em 1932, é contratado para reger uma cadeira de pintura e, em 1934, é nomeado Professor Catedrático Interino da 2ª Cadeira de Pintura da Escola de Belas Artes. Foi também catedrático interino entre 1938 e 1950 da cadeira de Arte Decorativa da Escola. Em 1954 é empossado, após concurso, na 1ª Cadeira de Pintura, exercendo a cátedra até 1962, ano em que se aposenta compulsoriamente. Recebe o título de Professor Emérito em 1967, em solenidade na Escola de Belas Artes, quando é saudado por Quirino Campofiorito. Lecionou também Desenho no Colégio Pedro II do Rio de Janeiro, por concurso, obtendo o 1º lugar entre vinte candidatos.

## Ilustrador e caricaturista

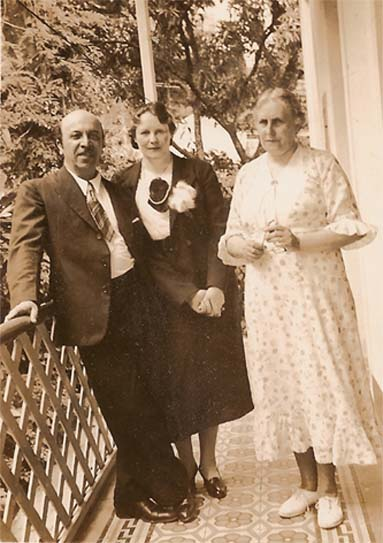
Cavalleiro, Yvonne e Louise na casa de Eliseu Visconti em Copacabana

Henrique Cavalleiro colaborou como ilustrador e caricaturista, registrado por Herman Lima, na História da Caricatura do Brasil, edição de 1963, encontrando-se sua obra em vários publicações cariocas, como O Malho, Fon-Fon, O Teatro e, a partir de 1929, no O Jornal, na Ilustração Brasileira e especialmente no O Cruzeiro, com esplêndidas ilustrações de
textos literários, gênero em que dominou por mais de vinte anos. Ainda na História da Caricatura do Brasil, Herman Lima afirma que no O Cruzeiro, foi Cavalleiro quem abriu novo campo à ilustração no Brasil, congregando depois, à sua roda, artistas como Carlos Chambelland, Oswaldo Teixeira, J. Carlos e Cornélio Pena.

## Textos críticos
Angyone Costa focaliza-o em uma das entrevistas transcritas em A Inquietação das Abelhas, publicado em
1927. Francisco Acquarone e A.de Queiroz reproduziram em Primores da Pintura no Brasil,
em 1941, sua tela "Leitura Interessante", tendo Teodoro Braga reunido referências bibliográficas a
seu respeito em "Artistas Pintores no Brasil", em 1942. Herman Lima em História da Caricatura no Brasil; Afrânio Coutinho em Brasil e Brasileiros de Hoje; Roberto Pontual em
Dicionário das Artes Plásticas no Brasil e a Escola de Belas Artes da Universidade Federal do Rio de Janeiro, em "Arquivos".

## Outras atividades artísticas
É autor dos seguintes trabalhos: "A Arte do claro-escuro"; "A arte da paisagem e sua evolução"; "Considerações gerais sobre o desenho, seus aspectos e suas modalidades"; "Da didática e da técnica da pintura".
No período de 1952 a 1955, atuou como membro do Conselho Nacional de Belas Artes. Foi também membro da Sociedade Brasileira de Belas Artes e da Associação dos Artistas Brasileiros.

## Morte
O Museu Nacional de Belas Artes do Rio de Janeiro realizou, em 1975, uma grande exposição retrospectiva da obra de Henrique Cavalleiro. Atribui-se à grande emoção do evento o ataque cardíaco que Cavalleiro sofreu, vindo o artista a falecer em 25 de agosto de 1975.

## Leituras adicionais
- BRAGA, Teodoro. Artistas pintores no Brasil. São Paulo: São Paulo Edit., 1942, p. 117.
- LIMA, Herman. História da Caricatura no Brasil. Editora José Olympio, 1963.
- Catálogo da exposição retrospectiva de Henrique Cavalleiro. Museu Nacional de Belas Artes, Rio de Janeiro, 1975.
- Escola de Belas Artes - UFRJ - Arquivos. Número XIII, 12 de agosto de 1967.
- COSTA, João Angyone. A inquietação das Abelhas. Rio de Janeiro: Pimenta de Mello e Cia. 1927.
- PONTUAL, Roberto. Dicionário das Artes Plásticas no Brasil. Editora Civilização Brasileira, 1969.
- COUTINHO, Afrânio. Brasil e brasileiros de hoje. Editora Sul americana, 1961.
- MAURICIO, Jayme. "Revisão da Obra de Henrique Cavalleiro". Última Hora, Rio de Janeiro, 13 de setembro de 1975.
- artistas/txt Cavalleiro 1952.htm
- MEDEIROS, João. Dicionário de Pintores do Brasil. Rio de Janeiro: Editora Irradiação do Brasil, 1988.